# Dadi di Tuscania
|     |     | śa  |    |
| zal | huθ | maχ | θu |
|     |     | ci  |    |

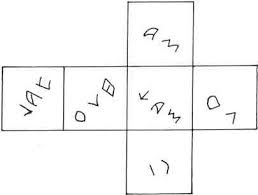
Le iscrizioni su uno dei dadi.

I dadi di Tuscania o dadi di Toscanella sono una coppia di dadi, rinvenuti nel 1848 nella cittadina di Tuscania, su cui sono incise le cifre da "uno" a "sei" in etrusco. Si tratta di una delle principali testimonianze dei numeri della lingua etrusca.

## Descrizione
Sui lati sono incise le parole
```
   
θu
, 
zal
, 
ci
, 
huθ
, 
maχ
, 
śa
,
```

che si pensa siano state pronunciate come
```
   [tʰu], [tsal], [ki], [hutʰ], [makʰ] (o forse [makʷʰ]) e [ʃa].
```

Le facce opposte di entrambi i dadi mostrano θu e huθ, zal e maχ, e ci e śa.
È universalmente riconosciuto, sulla base di altre iscrizioni, che θu, zal, ci e maχ sono rispettivamente "uno", "due", "tre" e "cinque". Huθ e śa devono quindi essere "quattro" e "sei", ma si discute su quale sia l'uno e quale l'altro.

## Il problema del quattro e del sei
I dadi etruschi contrassegnati da puntini mostrano due disposizioni, una più antica (1:2, 3:4, 5:6), con ogni coppia opposta che differisce di uno, e una più recente (1:6, 2:5, 3:4), con ogni coppia opposta che si somma a sette (lo schema divenuto poi universale). In entrambe le disposizioni, i numeri 3 e 4 sono opposti l'uno all'altro, quindi śa, che è opposto a ci "tre", deve essere la parola etrusca "quattro".
Tuttavia, questa conclusione contraddice una lunga serie di prove secondo cui śa è "sei" e huθ è "quattro".